# Alexandre Philip
Alexandre Philip ist ein französischer Schauspieler und Drehbuchautor.
Philip besuchte das Konservatorium in Tours.

## Filmografie (Auswahl)

### Als Schauspieler
- 2011–2018: Vestiaires  (Fernsehserie, 47 Folgen)
- 2013: Golden Moustache (Fernsehserie, eine Folge)
- 2013–2015: Lazy Company (Fernsehserie, 31 Folgen)
- 2014: Goal of the Dead – Elf Zombies müsst ihr sein
- 2017: Agatha Christie: Mörderische Spiele (Les Petits Meurtres d’Agatha Christie, Fernsehserie, 1 Folge)

### Als Drehbuchautor
- 2013–2015: Lazy Company

## Einzelnachweis
1. ↑  Série Lazy Company: Interview avec Alexandre Philip, Interview vom 26. Oktober 2015 auf cineseries-mag.fr. Abgerufen am 17. Januar 2018.

| Personendaten    | Personendaten              |
| ---------------- | -------------------------- |
| NAME             | Philip, Alexandre          |
| KURZBESCHREIBUNG | französischer Schauspieler |
| GEBURTSDATUM     | 20. Jahrhundert            |